# خيسوس أرييانو
خوسيه دي خيسوس أرييانو ألكوكير (بالإسبانية: Jesús Arellano Alcocer) (مواليد 8 مايو 1973 في مونتيري) لاعب كرة قدم مكسيكي دولي يجيد اللعب في خط الوسط . يلعب حاليا لصالح نادي مونتيري المكسيكي من سنة 2000 .

## مسيرته الكروية
لعب خيسوس أرييانو خلال مسيرته الاحترافية مع ناديين في عشرون موسمًا وسجل خلالها 55 هدفًا ضمن 436 مباراة. ولم يفز بأي موسم بالكأس وفاز في ثلاثة مواسم بالدوري.
خاض خيسوس أرييانو مسيرته مع نادي مونتيري في موسم 1993–94 في المرة الأولى ليلعب معه خمسة مواسم ثم في موسم 1999–00 ليلعب معه اثنا عشر موسمًا، مشاركًا طوالها في 374 مباراة سجل خلالها 43 هدفًا. ثم انتقل إلى نادي غوادالاخارا في موسم 1997–98 واستمر معه طيلة ثلاثة مواسم، حيث شارك في 62 مباراة سجل خلالها 12 هدفًا.

## روابط خارجية
- خيسوس أرييانو على موقع الاتحاد الدولي (مؤرشف)  (الإنجليزية)
- خيسوس أرييانو على موقع قاعدة بيانات كرة القدم.إي يو (الإنجليزية)
- خيسوس أرييانو على موقع ناشيونال فوتبول تيمز (الإنجليزية)
- خيسوس أرييانو على موقع أوليمبيديا (الإنجليزية)